# メロン・ヘッド
メロンヘッド（英語: Melon heads）は、アメリカ合衆国のミシガン州、オハイオ州、コネチカット州など、様々な州の都市伝説に登場する生物。 
メロンのような形をした非常に大きな頭をした小さな人型生物として語られる。話によると、人間を攻撃する前には隠れるという。

## 各地の言い伝え
ミシガン州で主に言われている伝承によると、メロンヘッドは元はミシガン州西部の収容所にいた水頭症の子供たちであり、そこで医師から残酷な虐待を受けており、後に付近の森に捨てられたという。メロンヘッドが収容所から逃げる前に虐待していた医師を殺したという話もあり、メロンヘッドと医師の幽霊を見たと主張する若者がいると噂されている。 
オハイオ州クリーブランドで主に語られているのは、「ドクタークロウ」なる人物が孤児院で奇形の子供たちの脳に水を注入して残酷な実験を行ったとされている。拷問を受けた子供たちはドクタークロウを殺し、孤児院を燃やして森に逃げ込み、その後その奇怪な姿を目撃されたという。
コネチカット州での伝承によると、精神病院が放火により焼失し、そこから何人かの水頭症の子供たちが森に逃走したという。彼らはコネチカットの厳しい冬を乗り切るために共食いを引き起こしたという。別の言い伝えではメロンヘッドは魔術で告発された家族の子供であるという。